# Iglesia Episcopal de San Pablo (Selma)
La Iglesia Episcopal de San Pablo es una iglesia histórica ubicada en el 210 de Lauderdale Street en Selma, Alabama, Estados Unidos.

## Historia y descripción

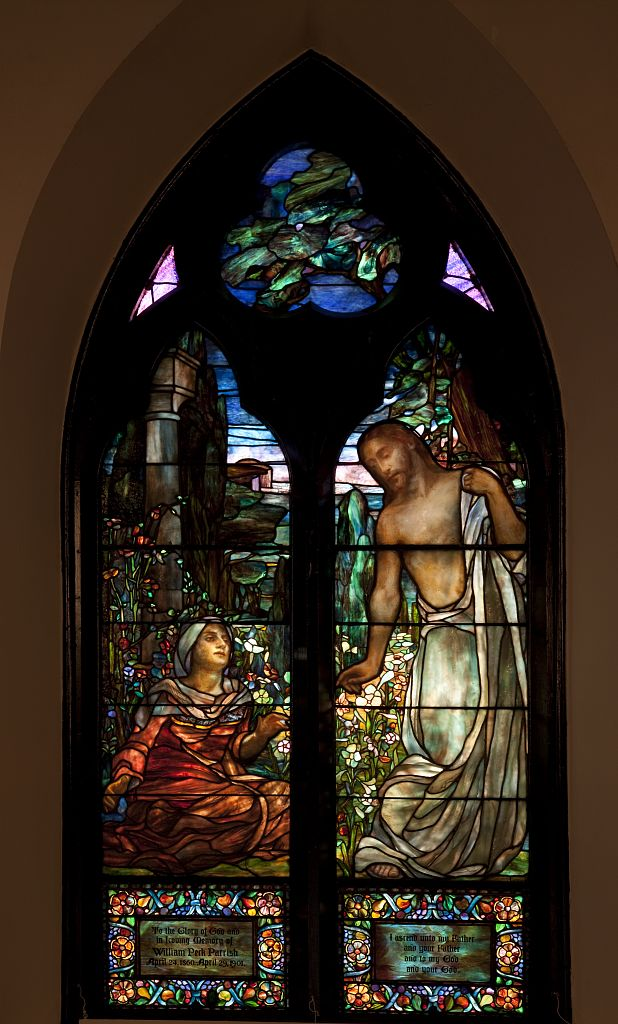
Vitrales de Tiffany en Iglesia.

La parroquia de estilo neogótico en ladrillo rojo fue establecida en 1838. El edificio del santuario original se quemó el 2 de abril de 1865 durante la Batalla de Selma, y el hecho fue adjudicado al General de la Unión, James H. Wilson. El edificio actual fue diseñado por el famoso estudio de arquitectura de Richard Upjohn y se completó en 1875.
El interior cuenta con varias vidrieras de Tiffany diseñadas por la feligresa y nativa de Selma, Clara Weaver Parrish, quien fue una destacada artista que trabajó para Tiffany Studios en Nueva York.
La parroquia pertenece a la Diócesis Episcopal de Alabama. el reverendo Jack Alvey se desempeña actualmente como el vigésimo segundo rector.
La Iglesia se agregó al Registro Nacional de Lugares Históricos el 25 de marzo de 1975.